# Sant Cristau d'Albera
Sant Cristau d'Albera, o de Montesquiu (o Mont Esquiu) és una capella preromànica en ruïnes del poble rossellonès de Montesquiu d'Albera, a la Catalunya del Nord.
És situada en el cim del Puig de Sant Cristau, a prop del termenal entre Montesquiu i l'Albera. És al costat sud de la Torre de Sant Cristau.

## Història
Tot i que per construcció és una de les esglésies més antigues del Rosselló, no se'n té cap mena de documentació abans del 1368.

## L'edifici
És una edifici clarament preromànic. D'una sola nau rectangular que segueix l'eix nord-sud, de 8 x 6 m, comptava amb una volta refeta recentment per una associació de voluntaris. A dos metres al sud hi ha les restes de la capçalera, trapezoïdal, amb un espai interior de 2,2 m d'ample per 1,8 m de profunditat, amb gruixos de parets de 70 cm.
Es tracta sens dubte d'una capella de castell, la ubicació del qual provocà la desorientació de l'església (el convencional, en el preromànic i en el romànic, és l'orientació est-oest.